# Kościół w Svegu
Kościół w Svegu (szw. Svegs kyrka) – luterańska świątynia parafialna znajdująca się w szwedzkim tätorcie Sveg. Siedziba parafii Svegsbygden.

## Historia
Pierwsza świątynia w tym miejscu powstała prawdopodobnie pod koniec XI wieku. Na jej miejscu wzniesiono murowany kościół, który spłonął 3 lipca 1563. Kolejny budynek powstał w roku 1612 i został przebudowany w wieku XVIII.
Z powodu rosnącej liczby ludności w latach 20. XIX wieku podjęto decyzję o budowie większej świątyni. Projekt sporządził Jonas Åhlström, lecz z powodu nieporozumień wśród parafian i braku wsparcia ze strony duchowieństwa prace wstrzymano po ułożeniu fundamentów. Budowę obecnego kościoła, pod nadzorem Jacoba Norina, rozpoczęto w roku 1845. Prace ukończono w roku 1847, wtedy też rozebrano poprzednika. Konsekracja miała miejsce 7 października 1849 roku. Świątynię wyremontowano w latach 1929–1935 i 1978–1979.

## Architektura
Świątynia kamienna, klasycystyczna, jednonawowa, z transeptem. Jest długa na 39 m i szeroka na 18,45 m, nawa ma wysokość 8,5 m, a wieża – 39,6 m. Ołtarz wykonano w roku 1848, jest on kopią ołtarza z kościoła Ulryki Eleonory w Sztokholmie-Kungsholmen. Po obu stronach ołtarza znajdują się witraże autorstwa Pera Månssona z 1933 przedstawiające umywanie nóg apostołom przez Chrystusa oraz nawrócenie św. Pawła. Za ołtarzem ulokowano zakrystię. Przy ścianie północnej znajduje się zdobiona reliefami ambona w stylu empire. Południową ścianę zdobi płaskorzeźba z wizerunkiem Chrystusa w koronie cierniowej, pochodząca z ołtarza poprzedniej świątyni. Organy wykonał warsztat Hammarbergs Orgelbyggeri AB z Göteborga, składają się z 25 głosów, dwóch manuałów i łącznie 1782 piszczałek. Ich inauguracja miała miejsce podczas nabożeństwa 19 stycznia 1975. Pod emporą w latach 70. XX wieku urządzono kaplicę, w której zainstalowano ambonę z 1649 roku pochodzącą ze starego kościoła. Na wieży zawieszono dwa dzwony – większy odlano w 1683, a mniejszy przelano w 1814 roku.

## Galeria

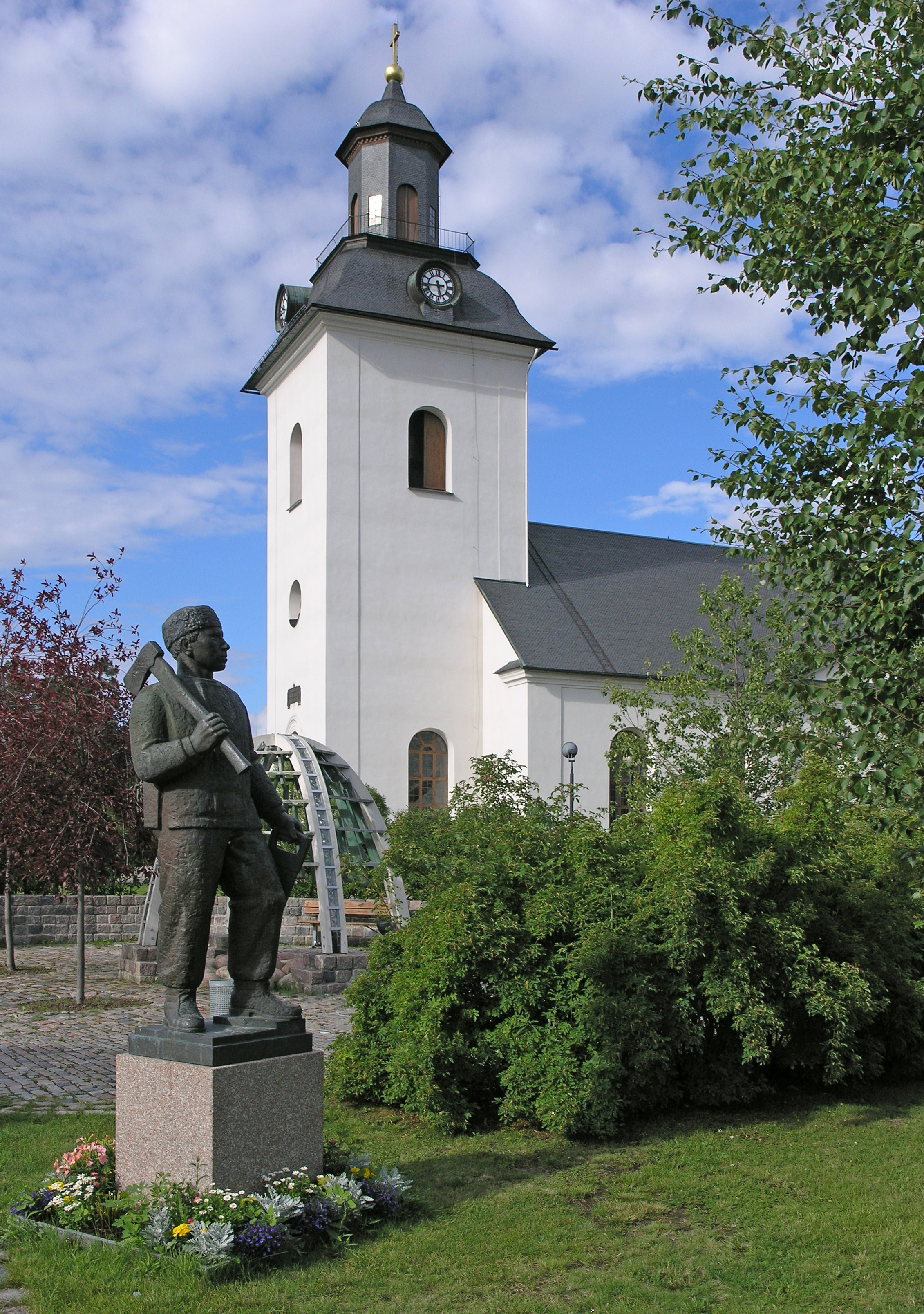
Wieża
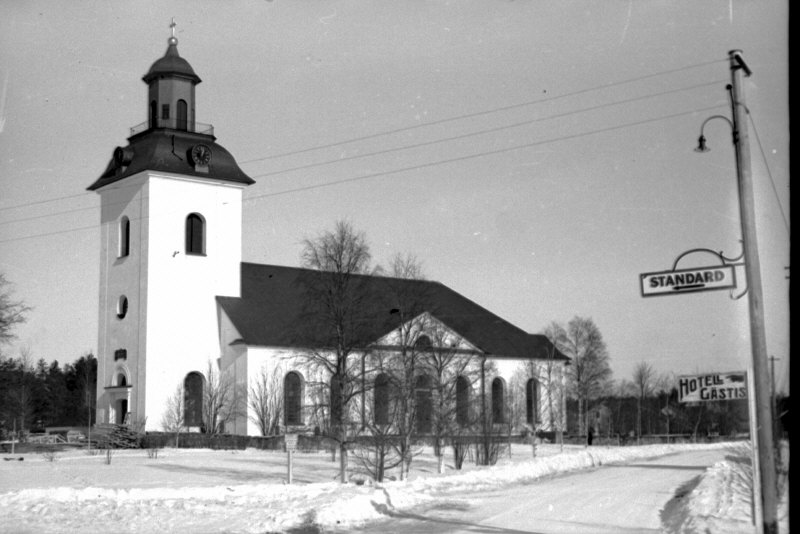
Widok z południowego zachodu, 1935
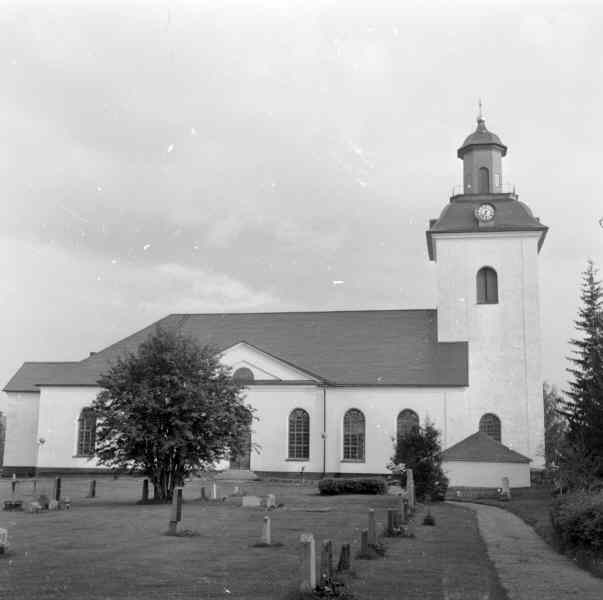
Północna elewacja, 1957
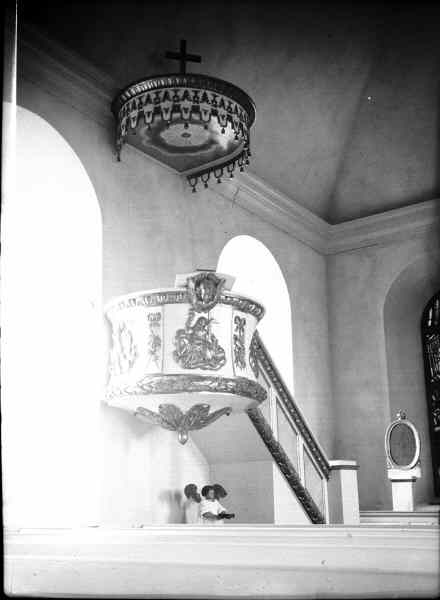
Ambona, 1935
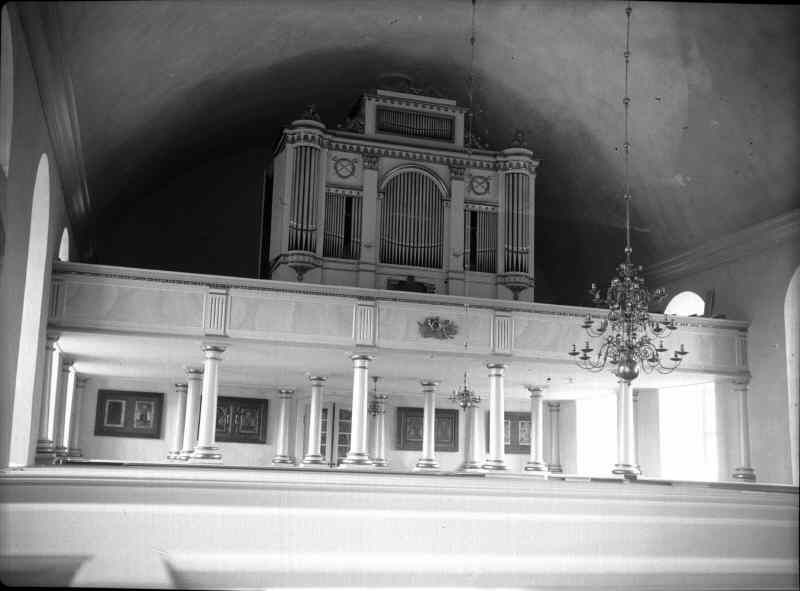
Empora, 1935
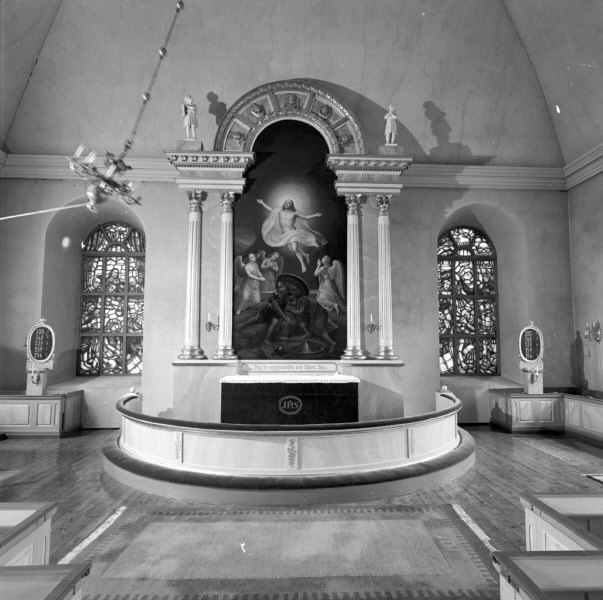
Ołtarz, 1960
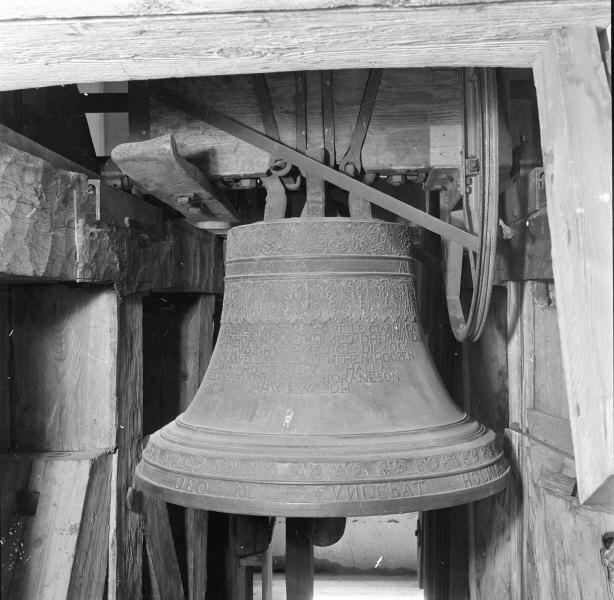
Jeden z dzwonów
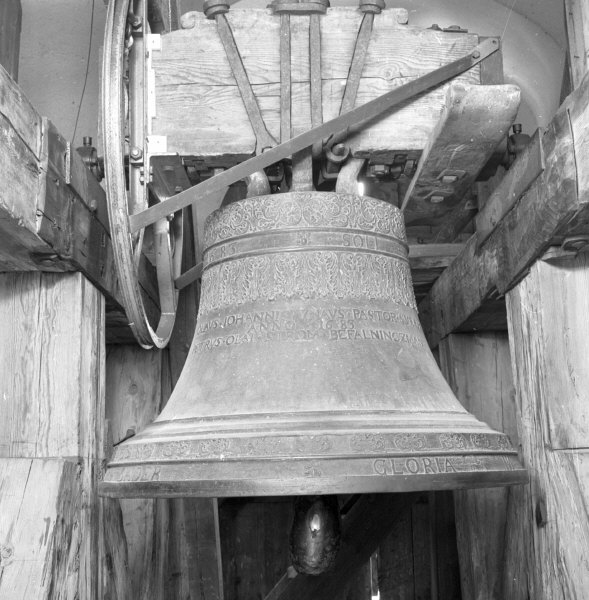
Drugi z dzwonów